# 23130型補給艦
23130型補給艦（23130がたほきゅうかん、英語: Project 23130 replenishment oiler）はロシア海軍の中型補給艦である。

## 開発
ロシア海軍では、長らくボリス・チリキン級補給艦やドゥブナ級補給艦を運用してきたが、2010年代に入りボリス・チリキン級補給艦が老朽化により退役が進み、ドゥブナ級補給艦も最新艦が就役したのは1979年と艦齢30年を超えていた。さらに、北極海でロシア海軍の艦艇に補給ができる、耐氷構造の補給艦が求められた。
新型補給艦はサンクトペテルブルクの企業「Spetsudoproekt」でS・N・クルグロフを主任技師として設計された。

## 設計
艦形は艦尾に艦橋や煙突がある、民間の貨物船やタンカーと同じ配置である。艦体はArc4の耐氷構造で、厚さ0.8mの氷を割ることができる。艦首にはバルバス・バウとサイドスラスターを有する。
載荷設備と補給設備は艦体の中央部にあり、艦艇用燃料や航空機燃料、食料など固体・液体物資を搭載する。重油3,000tとディーゼル燃料2,500t、航空機燃料500t、潤滑油150t、清水1,000t、食料や予備部品100tの積載が可能である。
補給設備として、ハイライン（ケーブル）を用いた門型の洋上輸送装置が艦体の中央部にある。本型は一度に3隻への給油能力を有し、試験航海ではキーロフ級ミサイル巡洋艦「ピョートル・ヴェリーキイ」や航空母艦「アドミラル・クズネツォフ」、アドミラル・ゴルシコフ級フリゲート「アドミラル・ゴルシコフ」への補給も行った。

## 同型艦
当初は1番艦の「アカデーミク・パーシン」のみ建造される予定だったが、「アカデーミク・パーシン」の就役と同時に、2019年時点で同型艦を追加で5隻建造することが決定していたことが明らかとなった。ロシア海軍は、本型を専ら北極海で行動する艦艇の補給に運用する予定である。
| # | 艦名                   | 起工           | 進水           | 就役           | 所属     |
| - | ---------------------- | -------------- | -------------- | -------------- | -------- |
|   | アカデーミク・パーシン | 2014年 4月26日 | 2016年 5月26日 | 2020年 1月21日 | 北方艦隊 |
|   | ワシリー・二キーチン   | 2021年 3月26日 | 2023年 10月5日 | 2024年予定     | 北方艦隊 |
|   | 海軍工兵大将コトフ     | 2022年 1月     | 2024年 12月5日 |                |          |
|   | アレクセイ・シェイン   | 2023年 3月26日 |                |                |          |

### アカデーミク・パーシン
ネームシップの「アカデーミク・パーシン」（IMO番号：9778193）は、ロシア科学アカデミー常任委員を務め、ソビエト連邦国家賞とロシア連邦英雄を受賞した造船学者バレンティン・パーシンに因み命名された。
2014年4月26日にネフスキー造船所で起工され、 2016年5月26日に進水した。当初は2016年中に就役予定だったが、2014年クリミア危機に端を発する経済制裁で機器の調達に時間がかかり、2020年1月21日にセヴェロモルスクで北方艦隊司令官アレクサンダー・モイセエフ中将臨席の下就役した。

### ワシリー・二キーチン
2番艦の「ワシリー・ニキーチン」は、可搬式の水道管であるPMTの開発・運用でソビエト連邦国家賞を受賞したワシリー・ニキーチン上級大将に因み命名された。
2021年3月26日にネフスキー造船所で起工され、2024年に北方艦隊に配備される予定である。